# Ракопс (аэропорт)
Аэропорт Ракопс (ИКАО: FBRK) — коммерческий аэропорт, расположенный вблизи Ракопс (Ботсвана).